# Gustave Francq
Pour les articles homonymes, voir Francq.
Gustave Francq (né en mars 1871 à Bruxelles, mort le 2 janvier 1952 à Montréal) est un typographe, homme d'affaires et syndicaliste québécois qui a influencé le mouvement ouvrier. Il est à l'origine du journal syndical Le Monde ouvrier et a participé à la formation de la Fédération provinciale du travail du Québec.

## Biographie
Gustave Francq est le fils de Benoît Francq et d'Henriette-Julie-Marie-Anne Crucks. Il est né en mars 1871 en Belgique. Il arrive à Québec en 1886 et devient apprenti typographe. Il obtient une carte de citoyen britannique en février 1891. Il épouse Léda Fournier en septembre 1891 à Québec. Il vit quelque temps à Lowell (Massachusetts) et à Bruxelles, puis s'installe à Montréal en 1900.

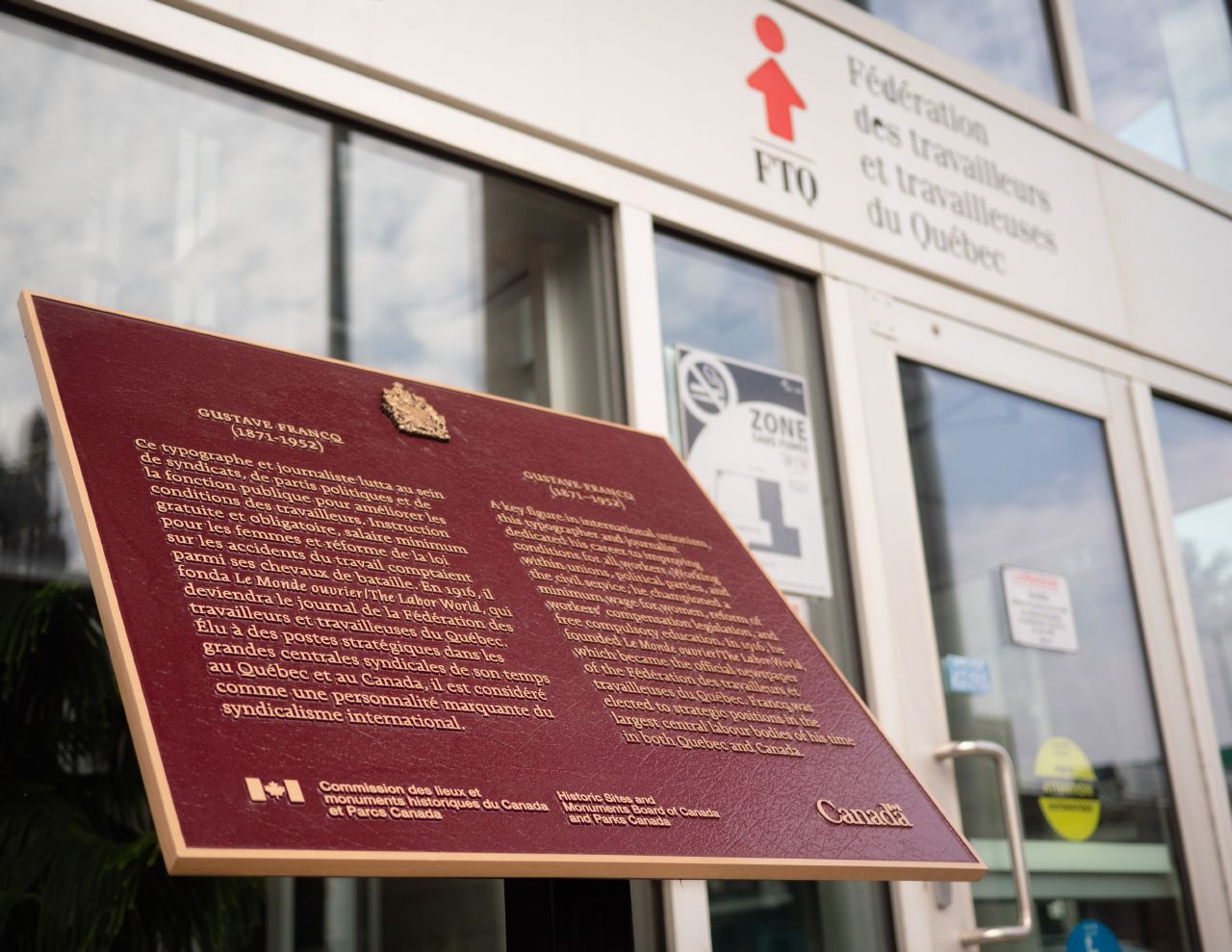
Plaque commémorative de Gustave Francq devant l'édifice de la FTQ

En 1902, il fonde l'Imprimerie Mercantile et la dirigera jusqu'en 1949. En 1902, il devient membre de l'Union typographique Jacques-Cartier. En 1909, il devient président du Conseil des métiers et du travail de Montréal (CMTM). De 1909 à 1911, il est vice-président du Congrès des métiers et du travail du Canada.
En 1919, il fonde le journal Le Monde ouvrier, qui traite de syndicalisme et de questions sociales et qui prône des réformes du système électoral et la création de programmes d'assurance-chômage, de pensions de vieillesse et d'assurance-maladie. Il écrit aussi dans Vox populi, le journal du CMTM, où il défend la réforme scolaire.
Il est proche de l'aile progressiste du Parti libéral.
Il obtient des postes dans des organismes gouvernementaux. De 1925 à 1937, il est président de la Commission du salaire minimum des femmes du Québec. De 1939 à 1944, il est vice-président de la Commission du salaire minimum.
En 1937, il participe à la création de la Fédération provinciale du travail du Québec.
Il était anticlérical et franc-maçon. Il est membre de la loge l'Émancipation de 1908 à 1910 et fondateur de la loge Force et courage.

## Honneurs
- Il a été décoré de l'ordre de l'Empire britannique.
- Une rue de Montréal est nommée avenue Gustave-Francq en 1979[3].

- Il a été déclaré personne d'importance historique nationale par le gouvernement du Canada.
- Une plaque commémorative de Parcs Canada a été installée devant l'édifice de la Fédération des travailleurs et travailleuses du Québec (FTQ)[4]